# NGC 1575
NGC 1575 (ook wel NGC 1577) is een balkspiraalstelsel in het sterrenbeeld Eridanus. Het hemelobject werd op 10 november 1885 ontdekt door de Amerikaanse astronoom Lewis A. Swift. Het werd in 1886 herontdekt door Frank Muller.

## Synoniemen
- NGC 1577
- PGC 15090
- MCG -2-12-14
- IRAS04239-1012